# Wilhelm Schilling (Zoologe)
Wilhelm Schilling (* 26. Juli 1790 in Schwarzbach; † 9. Februar 1874 in Jena) war ein deutscher Zoologe. Er wirkte von 1820 bis 1853 als Konservator am Zoologischen Museum Greifswald. 

## Leben
Schilling hatte keine akademische Ausbildung, ein Studium an der Universität Leipzig brach er noch im ersten Semester ab. Er wurde in seiner thüringischen Heimat durch den berühmten Pfarrer Christian Ludwig Brehm gefördert. 1818 wurde er in die Naturforschende Gesellschaft des Osterlandes aufgenommen. 
Ab 1818 kam Schilling auf Studienreisen nach Pommern. Hier wurde der Greifswalder Professor Christian Friedrich Hornschuch auf ihn aufmerksam und machte ihn 1820 zum Konservator am Zoologischen Museum Greifswald. Schilling machte sich um den weiteren Ausbau der Zoologischen Sammlung verdient. Unter anderem legte er die „Sammlung pommerscher Vögel“ an, befasste sich aber auch mit dem Bergen und Zerlegen eines 1825 gestrandeten Finnwals. 1830 wurde er zum Ehrendoktor ernannt. 
Im Jahre 1853 trat Schilling in den Ruhestand, den er zunächst in Naumburg (Saale) und dann bis zu seinem Tode in Jena verlebte. 
Schilling heiratete in erster Ehe 1822 Friederike von der Oehe (* 1801; † 1875), Tochter des Besitzers der Insel Öhe bei Rügen. Aus der Ehe gingen mehrere Kinder hervor, darunter die Schriftstellerin Laurette Schilling (* 1837; † 1903). Nach der Scheidung heiratete Schilling in zweiter Ehe Marie Plathen. 

## Schriften
- mit Christian Friedrich Hornschuch: Verzeichniß der in Pommern vorkommenden Vögel. Greifswald 1837.
- mit Christian Friedrich Hornschuch: Kurze Notizen über die in der Ostsee vorkommenden Arten der Gattung Halichoerus NILSS. Greifswald 1850. Digitalisat
- Hand- und Lehrbuch für angehender Naturforscher und Naturaliensammler. 3 Bände. Bernh. Friedr. Voigt, Weimar 1859–1861.
  - 1. Band, 1859, Digitalisat
  - 2. Band, 1860, Digitalisat
  - 3. Band, 1861, Digitalisat